# Kanton Le Mans-Ouest
Kanton Le Mans-Ouest (fr. Canton du Mans-Ouest) je francouzský kanton v departementu Sarthe v regionu Pays de la Loire. Tvoří ho pouze západní část města Le Mans.